# La Défense metróállomás
A La Défense egy metróállomás Franciaországban, Párizsban a párizsi metró 1-es és 15-ös metróvonalán. Tulajdonosa és üzemeltetője a RATP.

## Metróvonalak
Az állomást az alábbi metróvonalak érintik:
- 1-es metróvonal
- 15-ös-metróvonal (építés alatt)

## Kapcsolódó állomások
A metróállomáshoz az alábbi állomások vannak a legközelebb:
- Esplanade de La Défense (Château de Vincennes, 1-es metróvonal)
- Bécon-les-Bruyères (Saint-Denis Pleyel, 15-ös-metróvonal, építés alatt)
- Nanterre-La Folie (Pont de Sèvres, 15-ös-metróvonal, építés alatt)